# Stadsprijs Geraardsbergen 1966
De 35e editie van de Belgische wielerwedstrijd Stadsprijs Geraardsbergen werd verreden op 31 augustus 1966. De start en finish vonden plaats in Geraardsbergen. De winnaar was Bernard Van De Kerckhove, gevolgd door Jozef Timmerman en Victor Nuelant.

## Uitslag
| Stadsprijs Geraardsbergen 1966 |                          |                            |      |
| Plaats                         | Naam                     | Ploeg                      | Tijd |
| Winnaar                        | Bernard Van De Kerckhove | Ford France-Geminiani      |      |
| 2                              | Jozef Timmerman          | Wiel's-Gancia-Groene Leeuw |      |
| 3                              | Victor Nuelant           | Wiel's-Gancia-Groene Leeuw |      |

1912 · 1913 · 1914–1926 · 1927 · 1928–1932 · 1933 · 1934 · 1935 · 1936 · 1937 · 1938 · 1939 · 1940 · 1941 · 1942 · 1943 · 1944 · 1945 · 1946 · 1947 · 1948 · 1949 · 1950 · 1951 · 1952 · 1953 · 1954 · 1955 · 1956 · 1957 · 1958 · 1959 · 1960 · 1961 · 1962 · 1963 · 1964 · 1965 · 1966 · 1967 · 1968 · 1969 · 1970 · 1971 · 1972 · 1973 · 1974 · 1975 · 1976 · 1977 · 1978 · 1979 · 1980 · 1981 · 1982 · 1983 · 1984 · 1985 · 1986 · 1987 · 1988 · 1989 · 1990 · 1991 · 1992 · 1993 · 1994 · 1995 · 1996 · 1997 · 1998 · 1999 · 2000 · 2001 · 2002 · 2003 · 2004 · 2005 · 2006 · 2007 · 2008 · 2009 · 2010 · 2011 · 2012 · 2013 · 2014 · 2015 · 2016 · 2017 · 2018 · 2019 · 2020 · 2021 · 2022